# Kankipādu
Kankipādu är en ort i Indien.   Den ligger i distriktet Krishna och delstaten Andhra Pradesh, i den södra delen av landet, 1 400 km söder om huvudstaden New Delhi. Kankipādu ligger 22 meter över havet och antalet invånare är 14 249.
Terrängen runt Kankipādu är mycket platt. Runt Kankipādu är det tätbefolkat, med 476 invånare per kvadratkilometer. Närmaste större samhälle är Vijayawada, 15,1 km nordväst om Kankipādu. Trakten runt Kankipādu består till största delen av jordbruksmark.